# Муксинов, Ирек Шарифович
Ирек Шарифович Муксинов (баш. Ирек Шәриф улы Мөҡсинов; 26 марта 1932, Дюртюли, Дюртюлинский район, Башкирская АССР, РСФСР, СССР — 29 октября 1999, Уфа, Башкортостан, Россия) — российский юрист, государственный деятель. Кандидат юридических наук (1963), профессор (1997), заслуженный юрист РСФСР (1989) и Республики Башкортостан (1997). Председатель Конституционного Суда Республики Башкортостан (1996—1999).

## Биография
Муксинов Ирек Шарифович родился 26 марта 1932 года в селе Дюртюли Дюртюлинского района Башкирской АССР.
В 1955 году окончил юридический факультет Московского государственного университета имени М. В. Ломоносова.
С 1955 года работал инструктором организационного отдела Совета Министров Башкирской АССР. В 1956—1959 годах являлся заведующим протокольно-правовым отделом, помощником Председателя Совета Министров Башкирской АССР.
В 1960—1962 гг. учился в аспирантуре юридического факультета Московского государственного университета имени М. В. Ломоносова. В 1962—1963 гг. являлся учёным секретарём Президиума Башкирского филиала Академии наук СССР.
В 1963—1994 гг. являлся младшим, старшим, ведущим научным сотрудником, руководителем проблемной группы федерализма Института государства и права Академии наук СССР и Российской Академии наук. Одновременно в 1990—1991 гг. был членом Комитета конституционного надзора СССР.
Принимал участие в разработке Конституции Республики Башкортостан, Федеративного Договора с Приложением к нему от Республики Башкортостан, двустороннего договора между Российской Федерацией и Республикой Башкортостан, и других федеративных и республиканских законодательных актов.
В 1994 году был избран депутатом Государственной думы Российской Федерации 1-го созыва. С января 1996 года работал ведущим научным сотрудником Института государства и права РАН.
В 1996 году избран первым Председателем Конституционного Суда Республики Башкортостан.
29 октября 1999 года погиб в автомобильной катастрофе на 119 километре автодороги Уфа—Казань (М7).

## Труды
- Совет Министров союзной республики. — М.: Юрид. лит., 1969. — 208 c.
- Гражданин и аппарат государственного управления. — М., 1977.
- Государственное управление в СССР в условиях научно-технической революции. — М., 1997.

Публикации:
- Некоторые правовые вопросы взаимоотношений Совета Министров автономной республики и совета народного хозяйства // Советское государство и право. — М.: Наука, 1962, № 7. — С. 110—115.
- О взаимоотношениях Совета Министров союзной республики с министерствами и иными ведомствами Союза ССР // Правовые проблемы науки управления. — М.: Юрид. лит., 1966. — С. 45—52.
- О правовой природе Совета Министров союзной республики // Проблемы управления и гражданского права. — М.: Изд-во ИГиП АН СССР, 1976. — С. 3—11.
- Конституция СССР и юридическая природа актов Совета Министров союзной республики // Формы государственного управления. — М.: Изд-во ИГиП АН СССР, 1983. — С. 24—30.
- Особенности определения компетенции совета министров союзной республики // СССР — ГДР: компетенция органов государственного управления. — М.: Изд-во ИГиП АН СССР, 1984. — С. 82—86.
- О правовом положении Председателя Совета министров союзной республики // СССР — ГДР: государственная служба. — М.: Изд-во ИГиП АН СССР, 1986. — С. 77—83.

## Награды и звания
- Заслуженный юрист РСФСР (1989).
- Заслуженный юрист Республики Башкортостан (1997).
- Почётная грамота Республики Башкортостан.
- Орден Социалистической Республики Вьетнам «За укрепление дружбы народов».
- Золотая медаль «За дружбу» Германской Демократической Республики[2].

## Память
- В 2000 году имя Ирека Муксинова присвоено гимназии города Янаул[3].
- Именем Ирека Муксинова названы улицы в Уфе, Янауле и Дюртюлях. В г. Уфе на доме, где жил Ирек Муксинов, установлена мемориальная доска. Учреждена стипендия Института права Башкирского государственного университета имени И. Ш. Муксинова.